# 市民中心站 (南昌市)
市民中心站位于中华人民共和国江西省南昌市红谷滩区九龙湖街道北龙蟠街北侧，是南昌地铁2号线的地铁车站。车站于2017年8月18日随二号线通车启用。

## 车站结构
车站型式为地下两层侧式。

### 楼层
| 1层  | 地面               | 出入口                       |                    |                    |
| -1层 | 站厅               | 自动售票机、客服中心         |                    |                    |
| -2层 | 侧式站台，右侧开门 | 侧式站台，右侧开门           | 侧式站台，右侧开门 | 侧式站台，右侧开门 |
|      |                    | █ 2号线 往南路（九龙湖南）   |                    |                    |
|      |                    | █ 2号线 往南昌东站（鹰潭街） |                    |                    |
|      | 侧式站台，右侧开门 |                              |                    |                    |

### 出入口
本站共开放3个出入口，预留1个出入口。
| 编号                   | 指示     | 图片 | 建议前往的目的地                     |
| ---------------------- | -------- | ---- | ------------------------------------ |
| 出口 · 1L              | 北龙蟠街 |      | 绿地·卢塞恩小镇                      |
| 出口 · 3L              |          |      | 南昌市市民中心                       |
| 出口 · 4L · 升降机标志 |          |      | 北龙蟠街、南昌市市民中心、九龙湖公园 |
| 註： 設有              |          |      |                                      |

## 历史
- 2016年3月确认新增市民中心站。[4]
- 2016年6月南昌市城乡规划局批复了包括新增市民中心站在内的所有站点、沿线区间和生米南综合基地的建设用地规划许可证[5]。